# باکهازا
باک‌هازا (به مجاری: Bakháza) یک شهرداری در مجارستان است که در ناحیه نادی‌آتاد واقع شده‌است. باکهازا ۵٫۹۲ کیلومتر مربع مساحت و ۲۴۷ نفر جمعیت دارد.